# ドクトル・ジバゴ (1965年の映画)
『ドクトル・ジバゴ』（Doctor Zhivago [ʒɪˈvɑːɡoʊ] ）は、1965年のイギリス・アメリカ合衆国・イタリアの歴史恋愛ドラマ映画。

## 概要
監督はイギリスのデヴィッド・リーン、出演はオマー・シャリフとジュリー・クリスティなど。
原作はロシアの作家、ボリス・パステルナークによる1957年の同名小説『ドクトル・ジバゴ』。モーリス・ジャールによる挿入曲「ラーラのテーマ」が有名。
物語は、第一次世界大戦とロシア内戦中のロシアが舞台。
米アカデミー賞で5部門を受賞した。

## ストーリー
※本編開始前に序曲（Overture）が流れる。

### 国境沿いのダムにて
第二次世界大戦後、ソビエト連邦の将軍、イエブグラフ・ジバゴは腹違いの弟の娘を探していた。そんな中、戦災孤児の中にその娘がいると知らされ、モンゴルとの国境近くのダムの事務所でターニャと名乗る少女に出会う。ターニャは父と母の名前、顔、素性を知らず、イエブグラフが父と母の素性を明かしても狼狽するばかりであった。イエブグラフは彼女に、ユーリ・ジバゴの生涯を語り始める。

### ユーリの出生
時は遡ること19世紀末、幼くして両親を亡くしたユーリは、モスクワに住む親戚のアレクサンドル・グロムイコ夫妻の家に引き取られる。両親の遺品はバラライカという楽器ただひとつ。寂しさを覚えながらも夫妻からの愛情を受け、ユーリは成長していく。
1913年、医学生となったユーリは教授からも認められ、研究者になることを勧められる。しかし本人は医師免許を習得し、開業医になることを目指していた。本業の医者以外にも詩人としても才能を開花させ、フランスの新聞記事にも自身の詩が載った。また、ユーリはグロムイコ夫妻のひとり娘のトーニャと婚約しており、順風満帆な生活を送っていた。

### 美しき娘、ラーラ
一方、同じくモスクワに住む17歳の少女、ラーラは洋品店を営む母、アメリアと暮らしていた。ラーラにはボリシェヴィキに傾倒する青年、パーシャという恋人がいたが、母のパトロンである弁護士のコマロフスキーもまた、アメリアの娘であるラーラを狙っていた。
ある日の夜、貴族階級のパーティーが行われ、アメリアが出席する予定だったが、彼女は発熱してしまい、代わりに娘のラーラがコマロフスキーと共に出席することになった。会場に到着し、ダンスを踊る二人。そんな中、会場の外からインターナショナルが聴こえてきた。革命運動のデモ行進が起きたのだった。その中にはラーラの恋人、パーシャの姿もあった。彼らは群衆歌を一蹴し、パーティーの続きを楽しんだ。そのパーティーの帰り道、コマロフスキーはラーラに接吻した。一方のデモ隊は、ロシア帝国の騎馬隊により蹴散らされてしまう。家のバルコニーから様子を見ていたユーリは負傷者の手当てをしようとするが、憲兵に家に入るように命令され、仕方なく家に戻る。翌日、ユーリの婚約者のトーニャがフランスから帰国。二人は再会を喜ぶ。一方、パーシャが顔に火傷を負ってラーラの前に現れた。パーシャは官憲から追われており、ラーラに銃を預ける。その夜、ラーラは処女をコマロフスキーに奪われる。
そんな中、コマロフスキーとラーラの関係を勘ぐったアメリアが服毒自殺未遂を起こす。コマロフスキーから隠密に依頼された医師のカート教授は教え子のユーリを連れ、治療に向かう。そこでユーリはコマロフスキーとラーラの不貞関係に気づいてしまうのであった。ラーラは母のこともあり、何も知らないパーシャと結婚するとコマロフスキーに話す。そんな彼女を否定したコマロフスキーはラーラを強姦した。ラーラはショックと怒りに燃え、パーシャから預かった銃でコマロフスキーを殺すことを決意する。ラーラの向かったコマロフスキーがいるクリスマスパーティーの会場では、ユーリとトーニャの婚約が発表されていた。その瞬間、同じくその場にいたコマロフスキーに向かってラーラが発砲。ラーラは取り押さえられたが、コマロフスキーが「警察には突き出すな」と言った為、ラーラは駆けつけたパーシャと共にその場を逃れた。一方、コマロフスキーは弾が急所を逸れた為、一命をとりとめ、ユーリが彼の手当てをした。その中でコマロフスキーが彼女を軽蔑している事に対し、ユーリは不快感を覚える。パーシャのお陰でその場から逃れたラーラはパーシャと結婚。子を成した。

### 第一次世界大戦とロシア革命
時は流れ、第一次世界大戦が勃発。パーシャは軍に志願して前線に向かうが、帰ってこず、ラーラは看護婦として前線に向かい、夫を探していた。そんな中で同じく軍医として来ていたユーリと再会。ふたりで戦士らの治療にあたっていった。負傷者が全員退院し、ラーラに恋心が芽生えたユーリ。しかし、ラーラはそれを制止し、二人は別れる。
ユーリはモスクワに帰郷するが、ロシア革命が発生し、家の様子は一変していた。一軒家だった家は共同住宅となっており、薪ですら配当制。さらに、家の私有物まで没収されそうになる。そこに、腹違いの兄、イエブグラフが来た。共産党員であった兄だったが、兄との初対面を喜ぶユーリ。ユーリはロシア共産党を一定の評価はしつつも、入党は拒否した。イエブグラフはユーリの詩が批判されていることを伝え、ユーリは落ち込む。イエブグラフは一家の別荘があるベリキノへの疎開を勧める。
トーニャの賛同もあり、疎開を決めた一家は夜の汽車に乗り込む。その汽車の中でストレリニコフという、赤軍の将軍が民衆を苦しめていると聞くが、その正体はパーシャだった。
※ここで休憩（Intermission）が入る。
※ここで間奏曲（Entr'acte）が流れ、本編が再開する。
汽車の停車中、事情聴取に呼び出されたユーリはパーシャと出会ったが、パーシャはラーラへの愛を失っており、ラーラがベリキノから遠くない、ユリアティンという街にいることも聞く。

### 二人の再会
ベリキノに着いた一家は、もともと所有していた大きな家も没収され、案内人の紹介で近くのボロボロの小屋に住み、自給自足の生活を始める。そのなかで塞ぎがちになっていくユーリを心配した家族は町へ出掛けることを勧める。ユリアティンの図書館に向かったユーリはラーラと運命的な再会を果たす。二人はラーラの家に向かい、愛し合った。しかし、トーニャへの罪悪感からラーラと別れることを決め、ラーラもユーリの意思を尊重する。
ユーリはトーニャのお腹の子の薬を買うために街に向かう道中でパルチザンに拉致され、活動協力を強要される。しかし、彼らの活動はただの虐殺行為であり、危険を感じたユーリは活動から脱出。身一つで戻るが、出迎えて介抱してくれたのは、ラーラであった。トーニャやその家族はユーリが拉致されている間にモスクワに移っており、トーニャはラーラにユーリのバラライカを託していた。その後、トーニャ達はフランスへ国外追放された。
ラーラに看病してもらいながら、身を潜めていたユーリだったが、ある日突然、コマロフスキーが二人の前に姿を現した。今や司法大臣となっていたコマロフスキーはユーリの言動や思想が反革命的であること、ラーラもストレリニコフの妻ということで、これにより狙われていることから国外脱出を勧めるが、二人はその申し出を断る。そして、残り僅かな未来をベリキノで過ごすことを決意する。
取り押さえられていた例の家は放置され、氷の宮殿と化していた。その家で新たな生活を始めた二人。ユーリはラーラへの愛を詩に書き始めた。「私たち、もっと前に早く出会っていたら・・・」「言うな。むなしくなるだけだ」
しかし、彼らの幸せもそう長くは続かなかった。ある日、再びコマロフスキーが姿を現した。コマロフスキーはユーリにストレリニコフが失脚して殺害されたことを話す。白軍が消滅した今、ソ連にとってストレリニコフは、ただの邪魔者でしかなかったのだ。そしてその余波がラーラに迫っていることも話し、国外脱出を強く勧める。受け入れるユーリ。支度を済ませ悲しそうにソリに乗るラーラ。しかし、ソリの座席定員が足りず、ユーリはソリに乗らず、あとからついて来ると話してバラライカをラーラに託す。一行を見送るユーリ。すると突然、ユーリは家に戻り二階に駆け上がった。窓ガラスを割り、その先の大雪原に消えるラーラを悲しく見つめるユーリ。出発した汽車にユーリの姿はなかった。「彼はあなたに助けられようなんて思わないわ」と言うラーラにコマロフスキーは「奴は馬鹿だ」と言うだけであった。

### 二人の最期
その後、モスクワに戻り、兄のツテで医者の仕事に就いたユーリ。ある日、街中でラーラを見つける。ひたすら呼ぼうとするが、声が出ず、持病により心臓が麻痺してしまい、ラーラに気付かれることなく、死んでしまった。
その後、ユーリの埋葬でラーラはイエブグラフと出会う。ラーラは疎開先で生き別れてしまったユーリとラーラの間に生まれた子供を捜した。二人は懸命に捜索したが、見つかることなく、ラーラは強制収容所に連行され、亡くなったという。
両親の物語を聞いたターニャは涙を流した。「でも父とは、戦火の中ではぐれた」と言うターニャにイエブグラフは「それは実の父ではなく、コマロフスキーだ。だから手を放してしまった。親なら絶対に離さない」と言う。そしてターニャに今後の協力を申し出る。そこへダムの操作をしているターニャの恋人が迎えに来た。二人を見送るイエブグラフは、ターニャの背中にバラライカがあることに気づく。事務所からイエブグラフが、「ターニャ、バラライカが弾けるのか？」と訊ねると、恋人が「えぇ、プロ顔負けです」と答えた。「誰かに教わったのか？」「いいえ、誰にも」「遺伝だな」
外のダムには美しい虹が架かっていた。

## キャスト
| 役名                                  | 俳優                         | 日本語吹替                                | 日本語吹替 | 日本語吹替                                                                                                |
| 役名                                  | 俳優                         | 日本テレビ版                              | テレビ朝日版 | ソフト版                                                                                                  |
| ------------------------------------- | ---------------------------- | ----------------------------------------- | --- | --- |
| ユーリ・ジバゴ                        | オマー・シャリフ             | 伊藤孝雄                                  | 山本圭 | 木下浩之                                                                                                  |
| ラーラ・アンティポヴァ                | ジュリー・クリスティ         | 二階堂有希子                              | 鈴木弘子 | 大坂史子                                                                                                  |
| トーニャ・グロムイコ                  | ジェラルディン・チャップリン |                                           | 梨羽侑里 | 都築香弥子                                                                                                |
| パーシャ・アンティポフ/ストレルニコフ | トム・コートネイ             |                                           | 富山敬 | 咲野俊介                                                                                                  |
| イエブグラフ・ジバゴ                  | アレック・ギネス             |                                           | 山内雅人 | 阪脩 |
| ヴィクトル・コマロフスキー            | ロッド・スタイガー           |                                           | 富田耕生 | 内海賢二                                                                                                  |
| アレクサンドル・グロムイコ            | ラルフ・リチャードソン       |                                           | 福田豊土 | 大木民夫                                                                                                  |
| アンナ・グロムイコ                    | ショブハン・マッケンナ       |                                           | 斉藤昌 | 竹村叔子                                                                                                  |
| アメリア                              | エイドリアン・コリ           |                                           | 沢田敏子 | |
| ターニャ                              | リタ・トゥシンハム           |                                           | 鵜飼るみ子 | 甲斐田裕子                                                                                                |
| コストエード                          | クラウス・キンスキー         |                                           | 萩原流行 | |
| ユーリ・ジバゴ(8歳)                   | タレク・シャリフ             |                                           | 菊池英博 | 久保田恵                                                                                                  |
| 不明 その他                           | N/A                          |                                           | 藤本譲 屋良有作 峰恵研 千田光男 西村知道 藤夏子 村松康雄 近藤多佳子 島香裕 増岡弘 杉田俊也 京田尚子 鈴木一輝 笹岡繁蔵 北村弘一 緒方賢一 鈴置洋孝 広瀬正志 | 斎藤志郎 楠大典 寺内よりえ 鈴木昭生 鳥畑洋人 奥田啓人 岩田安生 磯辺万沙子 羽鳥靖子 丸山詠二 宮澤正 仲野裕 |
| 日本語版スタッフ                      |                              |                                           | | |
| 演出                                  | 演出                         |                                           | 山田悦司 | 加藤敏 |
| 翻訳                                  | 翻訳                         |                                           | 宇津木道子 | 岸田恵子                                                                                                  |
| 効果                                  | 効果                         |                                           | PAG | |
| 調整                                  | 調整                         |                                           | 山田太平 | |
| 制作                                  | 制作                         |                                           | 日米通信社 | 東北新社                                                                                                  |
| 解説                                  | 解説                         | 水野晴郎                                  | 淀川長治 | N/A |
| 初回放送                              | 初回放送                     | 1977年10月19日・26日 『水曜ロードショー』 | 1983年5月15日・22日 『日曜洋画劇場』 | N/A |

## 日本語字幕
岩本令

## 受賞
- アカデミー賞（1965年）
  - 脚色賞 - ロバート・ボルト
  - 撮影賞（カラー） - フレディ・ヤング
  - 作曲賞 - モーリス・ジャール
  - 美術監督・装置賞（カラー） - ジョン・ボックス、テリー・マーシュ、ダリオ・シモニ
  - 衣裳デザイン賞（カラー） - フィリス・ダルトン
- 第23回ゴールデングローブ賞
  - 作品賞（ドラマ部門）
  - 監督賞 - デヴィッド・リーン
  - 脚本賞 - ロバート・ボルト
  - 主演男優賞（ドラマ部門） - オマー・シャリフ
  - 作曲賞 - モーリス・ジャール

## 評価
公開当初の評価は低く、3時間以上の上映時間に不満が多かった。しかしラブストーリーと人間性をテーマとした真摯な内容が認められ、公開から時間が経つにつれ映画の評価は大きく向上し、アカデミー賞10部門にノミネートされ、うち5部門で受賞を果たした。
一方で主要部門では受賞に至らず、作品賞・監督賞は『サウンド・オブ・ミュージック』が受賞したため、高評価の割には知名度が低いと言われている。
監督のスティーヴン・スピルバーグは『アラビアのロレンス』『戦場に架ける橋』と並んで本作をリーン監督作品の傑作と評しており、自身の撮影前には見返す映画だと語っている。『シンドラーのリスト』では貨物列車のシーンで、本作の汽車のシーンと似たカットが幾つか見られる。
同じく監督のジョー・ライトは本作に最も影響を受けていると語っており、監督作品『プライドと偏見』や『つぐない』がリーンのロマンティック映画の作風によるものと評されている。

## 興行成績
上映時間が3時間17分もあることもあり、公開当初は興行成績は芳しくなかったが、後にメインスコアの「ラーラのテーマ」がヒットしたことにより観客が劇場に押し寄せるようになった。
最終的に本作は全世界で1億1192万ドルという、1960年代としては驚異的な興収となり、1965年の年間では『サウンド・オブ・ミュージック』に次ぐ2位のヒットとなり、デヴィッド・リーン監督作品で最大の興行成績を記録した。観客動員数は約1億2400万人で2022年現在で歴代8位となっている。

## 撮影地
- アルデアダビラ・ダム（英語版） - スペイン サラマンカ県とポルトガル ブラガンサ県の境を流れるドゥエロ川にあるダム[9]。（北緯41度12分42秒 西経6度41分8秒 / 北緯41.21167度 西経6.68556度）

## DVD / 世界配給
日本で発売されたDVDは、大作であることから2枚組となり、1枚目（片面2層）にイントロダクションと本編の前半、2枚目は珍しい両面1層でA面に本編の後半、B面に豪華特典が収録された。
ロシア国内で映画公開されるのは、1994年である。

## その他
列車に乗ったジバゴが駆け寄る女性から赤ん坊を引き上げるシーンでは、撮影時に女性が車輪に巻き込まれて重症を負ったため救急車が呼ばれた。
本作は1910年代のロシアを舞台にしているにも関わらず、劇中の衣装や髪型が1960年代風だという指摘がある。